# Melanie Palenik
Melanie Jaye Palenik, po mężu Simboli (ur. 30 marca 1966 w Windsor) – amerykańska narciarka, uprawiająca narciarstwo dowolne. Jej największym sukcesem jest złoty medal w kombinacji wywalczony podczas mistrzostw świata w Oberjoch. Na tych samych mistrzostwach wywalczyła także brązowy medal skokach akrobatycznych. Zajęła także 6 miejsca w jeździe po muldach i balecie narciarskim oraz 1. miejsce w skokach akrobatycznych na igrzyskach olimpijskich w Calgary, jednakże narciarstwo dowolne było na tych igrzyskach tylko sportem pokazowym, więc medali nie przyznawano.
Najlepsze wyniki w Pucharze Świata osiągnęła w sezonie 1988/1989, kiedy to zajęła trzecie miejsce w klasyfikacji generalnej, klasyfikacji kombinacji oraz w klasyfikacji skoków akrobatycznych. Ponadto w sezonie 1987/1988 była trzecia w klasyfikacji generalnej i klasyfikacji kombinacji, a w sezonie 1986/1987 była odpowiednio trzecia i druga.
W 1991 r. zakończyła karierę.

## Osiągnięcia

### Mistrzostwa świata
| Miejsce | Dzień     | Rok  | Miejscowość | Konkurencja        | Zwyciężczyni      |
| ------- | --------- | ---- | ----------- | ------------------ | ----------------- |
| 10.     | 2 lutego  | 1986 | Tignes      | Jazda po muldach   | Mary-Jo Tiampo    |
| 17.     | 4 lutego  | 1986 | Tignes      | Skoki akrobatyczne | Maria Quintana    |
| 10.     | 1 marca   | 1989 | Oberjoch    | Balet narciarski   | Jan Bucher        |
| 10.     | 3 marca   | 1989 | Oberjoch    | Jazda po muldach   | Raphaëlle Monod   |
| 3.      | 5 marca   | 1989 | Oberjoch    | Skoki akrobatyczne | Catherine Lombard |
| 1.      | 5 marca   | 1989 | Oberjoch    | Kombiancja         | -                 |
| 8.      | 12 lutego | 1991 | Lake Placid | Jazda po muldach   | Donna Weinbrecht  |

### Puchar Świata

#### Miejsca w klasyfikacji generalnej
- sezon 1984/1985: 5.
- sezon 1985/1986: 10.
- sezon 1986/1987: 3.
- sezon 1987/1988: 3.
- sezon 1988/1989: 3.

#### Miejsca na podium
1. Mont Gabriel – 11 stycznia 1987 (Kombinacja) – 2. miejsce
2. Breckenridge – 22 stycznia 1987 (Kombinacja) – 3. miejsce
3. Breckenridge – 24 stycznia 1987 (Kombinacja) – 3. miejsce
4. Calgary – 1 lutego 1987 (Kombinacja) – 3. miejsce
5. Voss – 1 marca 1987 (Skoki akrobatyczne) – 3. miejsce
6. Voss – 1 marca 1987 (Kombinacja) – 2. miejsce
7. Oberjoch – 8 marca 1987 (Kombinacja) – 3. miejsce
8. Oberjoch – 8 marca 1987 (Skoki akrobatyczne) – 2. miejsce
9. La Clusaz – 27 marca 1987 (Kombinacja) – 2. miejsce
10. Tignes – 13 grudnia 1987 (Kombinacja) – 3. miejsce
11. La Plagne – 20 grudnia 1987 (Kombinacja) – 2. miejsce
12. Mont Gabriel – 10 stycznia 1988 (Kombinacja) – 3. miejsce
13. Lake Placid – 17 stycznia 1988 (Kombinacja) – 3. miejsce
14. Breckenridge – 24 stycznia 1988 (Kombinacja) – 1. miejsce
15. Inawashiro – 31 stycznia 1988 (Kombinacja) – 2. miejsce
16. Madarao – 8 lutego 1988 (Kombinacja) – 3. miejsce
17. Oberjoch – 6 marca 1988 (Kombinacja) – 3. miejsce
18. La Clusaz – 12 marca 1988 (Kombinacja) – 3. miejsce
19. Hasliberg – 20 marca 1988 (Kombinacja) – 3. miejsce
20. Tignes – 11 grudnia 1988 (Kombinacja) – 3. miejsce
21. La Plagne – 18 grudnia 1988 (Skoki akrobatyczne) – 2. miejsce
22. La Plagne – 18 grudnia 1988 (Kombinacja) – 2. miejsce
23. Mont Gabriel – 8 stycznia 1989 (Kombinacja) – 1. miejsce
24. Lake Placid – 15 stycznia 1989 (Kombinacja) – 2. miejsce
25. Lake Placid – 15 stycznia 1989 (Skoki akrobatyczne) – 1. miejsce
26. Calgary – 22 stycznia 1989 (Kombinacja) – 3. miejsce
27. Breckenridge – 29 stycznia 1989 (Kombinacja) – 1. miejsce
28. Breckenridge – 29 stycznia 1989 (Skoki akrobatyczne) – 2. miejsce
29. Voss – 12 marca 1989 (Kombinacja) – 1. miejsce
30. Voss – 12 marca 1989 (Skoki akrobatyczne) – 3. miejsce
31. Åre – 18 marca 1989 (Skoki akrobatyczne) – 1. miejsce
32. Åre – 18 marca 1989 (Kombinacja) – 2. miejsce
33. Suomu – 24 marca 1989 (Kombinacja) – 2. miejsce
34. Suomu – 24 marca 1989 (Skoki akrobatyczne) – 3. miejsce

W sumie 6 zwycięstw, 12 drugich i 16 trzecich miejsc.